# 430. pehotni polk (Wehrmacht)
430. pehotni polk (izvirno nemško Infanterie-Regiment 430) je bil eden izmed pehotnih polkov v sestavi redne nemške kopenske vojske med drugo svetovno vojno.

## Zgodovina
Polk je bil ustanovljen 20. oktobra 1940 kot polk 11. vala na področju Hanaua z reorganizacijo delov 451. in 459. pehotnega polka; polk je bil dodeljen 129. pehotni diviziji.
28. decembra 1941 sta bila uničena III. bataljon in 15. (kolesarska) četa; v zameno je polk prejel III. bataljon 329. pehotnega polka.
15. oktobra 1942 je bil polk preimenovan v 430. grenadirski polk.